# ロバート・W・ローチ
ロバート・ウォルター・ローチ（Robert Walter Roche、1962年12月7日 - ）は、日本と中国で活動しているアメリカ合衆国出身の実業家である。

## 若年期
イリノイ州シカゴ郊外のオークローンで生まれ、育った。イリノイ州立大学に入学し、大学3年生の1983年に南山大学日本研究センターの交換留学生となり、1年間日本に滞在した。1985年にイリノイ州立大学で経済学と日本学の学士号を取得した後、1986年に再来日し、南山大学法学部の研究生として1年半滞在した。1988年にデンバー大学ロースクールで法務博士号(J.D.)を取得した後、1989年に3回目の来日を果たし、名古屋へ来た。1990年には、1度目の留学中に知り合った日本人女性と結婚した。

## キャリア
ローチは、中国・上海に拠点を置くメディア・ブランディング関連のダイレクトセールス会社であるエイコーン・インターナショナルの共同設立者でありエグゼクティブ・チェアマンである。また、日本でテレビ通販事業を展開しているオークローンマーケティングの共同設立者であり、会長兼社長でもある。
1993年にオークローンマーケティング社を設立し、日本における通販事業の大手企業の一つに成長させた。2009年には、日本の大手携帯電話会社であるNTTドコモが、同社の株式の51%を取得した。
2013年、アイスランド産の魚を中国に輸入する企業であるISシーフードを共同設立した。また、香港に、「新しい特徴的なホテルブランドの構築」するための企業としてカシェ・ホテルグループ(Cachet Hotel Group)を共同設立した。2014年、カシェ社は上海のURBNホテルとJIA上海を買収した。
また、日本・中国・アメリカの消費財・ホスピタリティ・不動産・エネルギーなどの分野に投資を行うローチ・エンタープライズ社を設立し、社長を務めている。ローチは、ユタ州ハリケーンのサンド・ハロー・リゾート(Sand Hollow Resort)を共同所有している。
ローチは、在上海米国商工会議所の会員であり、2010年には会長を務めた。また、在日米国商工会議所の理事も務めた。
2010年9月、ローチはバラク・オバマ大統領から貿易政策・交渉諮問委員会の委員に任命された。
ローチは、経済を加速させる方法について政治家に助言するビジネスリーダーの組織であるビジネス・フォーワードの共同設立者であり、評議員を務めている。また、新アメリカ安全保障センターの顧問を務めている。

## 慈善活動
2005年、ローチは名古屋市の南山宗教文化研究所に寄付を行い、ローチ基金研究員を設置した。
ローチは、ローチ・ファミリー財団を設立し、青少年教育や交流プログラムを通じて米中関係の強化を図る「米中ストロング」(U.S.-China Strong)などの団体を支援してきた。2010年には、ローチ・ファミリー財団と共同で、デンバー大学ロースクールに300万ドルを寄付し、ローチ・ファミリー国際商取引課程を設置した。
1991年、ローチはアメリカン・ビジネス・コミュニティ・名古屋(ABCN)の主催者の一人となり、名古屋ウォーカソンや国際チャリティ・フェスティバルを開始した。この組織は、後に在日米国商工会議所中部支部となった。
2012年、ローチはアメリカ進歩センターの評議員となり、10万ドル以上50万ドル未満のカテゴリーで支援者として登録された。2013年にはカラ・プログラムの理事会にも参加している。